# Louise Ahlén
Hanna Louise Karolina Ahlén, född Holmer i Kristianstad 28 november 1857, död 24 maj 1913 i Stockholm, var en svensk författare framförallt känd för hennes tillägg av två strofer till Sveriges nationalsång.
Vid unionsupplösningen 1905 skrev Louise Ahlén ett tillägg med två strofer ("Jag städs’ vill dig tjäna ...") till Du gamla, du fria.
"Fru Ahlén befann sig jämte sin man under unionsbrottets dagar i Wiesbaden för att vårda sin klena hälsa. Varmt patriotisk som hon var, följde hon äfven från sjukbädden konfliktens utveckling och grämde sig djupt icke minst öfver den tyska pressens partitagande för Norge. Hennes stämning utlöste sig i den fortsättning på nationalsången, som senast sjöngs å det nyss nämnda mötet och förut sjungits bland andra af allas vår 'Lunkan'. Fru Ahlén hade särskildt fäst sig vid den ofta påpekade bristen hos vår nationalsång att ordet Sverige icke förekom däri. Denna brist är med hennes tillägg afhjälpt."
Louise Ahlén gifte sig 1880 med lektorn vid Kristianstads läroverk Abraham Ahlén. Makarna vilar på Norra begravningsplatsen utanför Stockholm.